# 蓋維·克拉瓦斯
克里佛·卡爾頓·「蓋維」·克拉瓦斯（英語：Clifford Carlton "Gavvy" Cravath，1881年3月23日—1963年5月23日），綽號「仙人掌」，為前美國職棒大聯盟的右外野手和總教練，生涯曾效力於紅襪、白襪、參議員(今雙城)與費城人等隊。他是死球年代少數的強打者，1913年至1919年間有6次獲得全壘打王，歷史上僅有8人做到。1915年，克拉瓦斯靠著優異的進攻能力帶領費城人打進世界大賽。
克拉瓦斯主要效力於費城人，當時球隊主場貝克碗球場是個適合打者打擊的球場。這也導致克拉瓦斯在貝克碗球場敲出多達92轟，但在其他球場卻僅有25轟。此外，他的跑壘速度相當地慢，這也讓他在當時受到不少人運動記者的揶揄嘲弄。

## 職業生涯

### 生涯初期
1908年，已經27歲的克拉瓦斯終於從小聯盟登上大聯盟。但他因為跑步速度慢而多半擔任替補外野手，他也常常受到隊友的嘲笑。整季他的打擊率為2成56，並敲出11支三壘安打。1909年，他先後待在白襪和參議員兩隊。而他僅在參議員出賽4場比賽就被下放到小聯盟。
1910年，克拉瓦斯已經在小聯盟成為了明星球員。該年他同時拿下聯盟打擊王、安打王、全壘打王、二壘安打王和三壘安打王。1911年，他甚至在小聯盟敲出29轟。

### 費城費城人
1912年，克拉瓦斯加入費城人。整季他繳出2成84的打擊率，並敲出11轟與70分打點。隔年他的打擊成績更加進化，該年他同時拿下國聯安打王、全壘打王和打點王。打擊率高達3成41，並在查莫獎拿下第二名，僅次於Jake Daubert。1914年，他以19轟拿下聯盟全壘打王，但他的全壘打全都在主場擊出，因此在數據上受到不少棒球專家質疑。
1915年，克拉瓦斯敲出24轟，不僅在當時打破隊史單季全壘打紀錄，還帶領球隊拿下國聯冠軍。不過他在世界大賽上的打擊率僅有1成25，他在首戰打回勝利打點，第二場和第四場跑回全隊唯一一分。最後費城人1勝4敗不敵紅襪，無緣奪下隊史首冠。
克拉瓦斯是死球年代中以長打著稱的開拓者之一，當時他拿下6次全壘打王，為史上第一人。不過這得歸功於當時費城人的主場外野距離很近，才能讓他不斷在這裡累積全壘打的產量。1917年和1918年，他再度拿下聯盟全壘打王。1919年，他繳出3成41的打擊率，並敲出12轟，不過球隊卻敬陪末座。最後球隊將總教練傑克·庫姆斯開除，並讓38歲的克拉瓦斯接任。1920年，克拉瓦斯因為被認為態度過於隨和而遭到球隊解雇。於是他到了小聯盟打了兩年，最後在1922年正式退休。

## 生涯打擊成績
| 出賽次數 | 打席 | 打數 | 得分 | 安打 | 二安 | 三安 | 全壘打 | 打點 | 盜壘 | 保送 | 三振 | 打擊率 | 上壘率 | 長打率 | OPS  |
| -------- | ---- | ---- | ---- | ---- | ---- | ---- | ------ | ---- | ---- | ---- | ---- | ------ | ------ | ------ | ---- |
| 1220     | 4663 | 3951 | 575  | 1134 | 232  | 83   | 119    | 719  | 89   | 561  | 578  | .287   | .380   | .478   | .858 |

## 晚年
1927年，克拉瓦斯在加州被推選為地方法官。後來他在當地去世，享年82歲。他的姪子傑夫曾在1942年至1950年間擔任南加州大學美式足球的教練。
1985年，克拉瓦斯被聖地牙哥冠軍名人堂引薦入選布瑞特巴德名人堂，以表彰聖地牙哥場內外最優秀的運動員。

## 外部連結
- 球員資訊和成績在MLB，ESPN，Baseball-Reference，Fangraphs（英文）